# Francis George
Francis Eugene kardinál George (16. ledna 1937 Chicago – 17. dubna 2015 tamtéž) byl americký katolický duchovní a řeholník z řad oblátů, kardinál.

## Život
V srpnu 1957 vstoupil do řádu oblátů. Studoval na vysokých školách v USA, Kanadě a v Římě, kněžské svěcení přijal 21. prosince 1963. Přednášel na univerzitě v Omaze, zastával funkce v řádu (v letech 1973 až 1974 byl provinciálem západního regionu USA, dalších dvanáct let vykonával funkci generálního vikáře řádu v Římě).
Dne 10. července 1990 byl jmenován biskupem diecéze Yakima, biskupské svěcení přijal 21. září téhož roku. V dubnu 1996 byl jmenován arcibiskupem Portlandu, o rok později se stal arcibiskupem Chicaga. Při konzistoři 21. února 1998 ho papež Jan Pavel II. jmenoval kardinálem. V listopadu 2004 byl zvolen místopředsedou Konference biskupů USA, o tři roky později byl zvolen jejím předsedou na následující tříleté období.
Dne 20. září 2014, papež František přijal jeho rezignaci na post metropolitního arcibiskupa Chicaga. Arcidiecézi vedl až do 18. listopadu 2014, kdy byl intronizován jeho nástupce, arcibiskup Blase Joseph Cupich. Kardinál George podlehl 17. dubna 2015 rakovině jater.
Byl řádovým prelátem a nositelem duchovního velkokříže Vojenského a špitálního řádu sv. Lazara Jeruzalémského.